# Scudetto

El logo del scudetto con los tres colores de la bandera italiana: verde, blanco y rojo.

En el deporte italiano, el scudetto (literalmente en italiano escudito), es un distintivo con forma de escudo que lleva en el uniforme de juego el equipo que en la temporada anterior ha ganado el campeonato nacional. Por extensión, el término indica la obtención del campeonato. En italiano también puede referirse al término heráldico escusón, llamado a veces en español escudete.

## Fútbol

### Serie A
La invención del scudetto se debe al poeta Gabriele D'Annunzio, quien, con ocasión de un amistoso disputado por una selección militar italiana, hizo colocar este distintivo en los uniformes por primera vez.

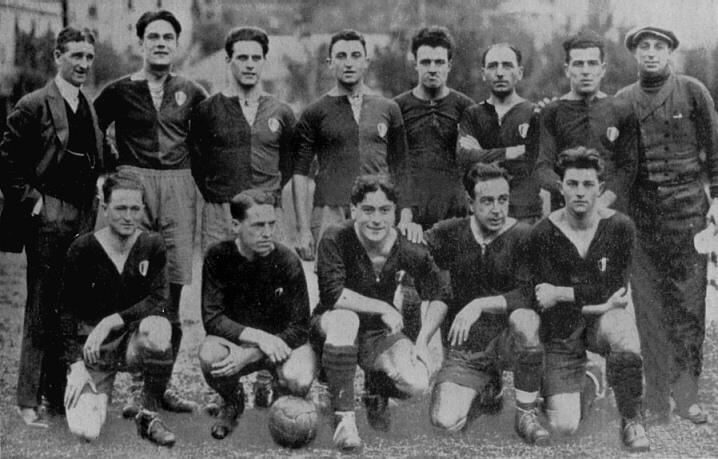
Los jugadores del Genoa en la temporada 1924-25, los primeros en Italia que llevaron el scudetto en los uniformes.

A continuación, en 1924, el Genoa colocó un distintivo idéntico en su camiseta para celebrar su noveno título a nivel nacional: fue por tanto el primer equipo que llamó scudetto a la victoria del máximo campeonato.
Su forma era la actual, pero el scudetto de entonces tenía encima la corona de la Casa de Saboya y era idéntico a la bandera de Italia de la época: tenía por tanto en la franja blanca central el escudo de los Saboya, una cruz blanca sobre fondo rojo. Esto sucedió hasta la temporada 1926-27: a partir de la siguiente y hasta 1943, el escudo estaba acompañado por el fascio littorio, símbolo del régimen fascista.

#### La estrella
En la temporada 1957-58 la Juventus, campeón de Italia, decidió indicar con una estrella de oro la victoria de su décimo título nacional. Desde entonces, tras conseguir el décimo scudetto un equipo puede colocar una estrella dorada en sus uniformes de manera definitiva.
Los otros equipos que han conseguido el derecho de colocar la estrella son el Inter (en la 1965-66) y el Milan (en la 1978-79).

### Serie D
En la Serie D, cuarto nivel del fútbol italiano, también se concede un scudetto dilettanti ("scudetto amateur") al equipo campeón.

### Campionato Dilettanti (San Marino)
Desde 1986 los vencedores del Campionato Dilettanti, único campeonato de fútbol de la República de San Marino, tienen el derecho de usar un scudetto inspirado en el italiano.

### Major League Soccer
El scudetto, de origen italiano, también ha sido adoptado por la Major League Soccer. Quien gana el torneo puede colocar en sus camisetas del año siguiente el scudetto MLS: un escudo con la bandera de los Estados Unidos tras la imagen del trofeo. Dos años después de la victoria, el scudetto se sustituye con una estrella, que simboliza por tanto la victoria de un campeonato hace dos años: la estrella se puede aplicar un año antes, si se decide no colocar el scudetto.

### Süper Lig
También en la Süper Lig turca el equipo campeón tiene la posibilidad de usar un scudetto en su uniforme, que tiene forma redondeada y los colores de la bandera turca.

### Primeira Liga
También en la Primeira Liga portuguesa el equipo campeón tiene la posibilidad de tener un scudetto en el uniforme, similar al italiano pero con una punta menos marcada, que representa el escudo de Portugal.

## Baloncesto
También al ganador del campeonato italiano de Serie A de baloncesto se le asigna un scudetto tricolor para colocar en los uniformes de la temporada siguiente, y una estrella de oro permanente tras la décima victoria. Actualmente los únicos equipos con alguna estrella son:
- Olimpia Milano: 2 (1956-1957; 1981-1982)
- Virtus Pallacanestro Bologna: 1 (1983-1984)
- Pallacanestro Varese: 1 (1998-1999)

Como en el fútbol también se asigna un scudetto dilettanti al ganador de la Legadue Gold y de la Legadue Silver, que desde la 2013-2014 sustituyen a la Legadue y la Divisione Nazionale A (llamada anteriormente Serie A Dilettanti).

## Hockey sobre hielo
El equipo ganador del campeonato italiano de hockey sobre hielo también puede usar el scudetto tricolor.